# 窄瓣鹿药
窄瓣鹿药（学名：Maianthemum paniculatum）为天门冬科舞鹤草属的植物。分布在印度以及中国大陆的贵州、云南、四川、湖北、广西等地，生长于海拔1,500米至3,500米的地区，多生长在林缘、林下及草坡，目前尚未由人工引种栽培。